# Марія Уголкова
Марія Уголкова (18 липня 1989) — швейцарська плавчиня.
Учасниця Олімпійських Ігор 2016 року.
Призерка Чемпіонату Європи з водних видів спорту 2018 року.
Призерка Чемпіонату Європи з плавання на короткій воді 2019 року.